# Jonasz (Miroszniczenko)
Jonasz, imię świeckie Iwan Miroszniczenko (ur. 1802, zm. 9 stycznia?/22 stycznia 1902 w Kijowie) – święty mnich prawosławny, twórca monasteru Trójcy Świętej i św. Jonasza w Kijowie. 

## Życiorys
Pochodził z ubogiej rodziny mieszczańskiej Pawła i Piełagiei Miroszniczenko. Od dzieciństwa regularnie odwiedzał monastery, przez osiem lat był posłusznikiem i uczniem duchowym Serafina z Sarowa. Następnie na jego polecenie udał się do Pustelni Białobrzeskiej w Briańsku, gdzie w 1836 został posłusznikiem, w 1843 został postrzyżony na mnicha z imieniem Jonasz, a w 1845 – wyświęcony na hierodiakona. Według prawosławnej tradycji dostąpił widzenia, po którym nabrał przekonania, że jego misją jest założenie nowego monasteru nad Dnieprem. W 1851 uzyskał od metropolity kijowskiego Filareta zgodę na zamieszkanie w monasterze św. Mikołaja w Kijowie, tam też w 1858 wyświęcono go na hieromnicha. W 1860, będąc już znanym w mieście i szanowanym mnichem, do którego zwracano się z prośbami o rady i pouczenia duchowe, został przeniesiony do Monasteru Wydubickiego. 
W 1861 Jonasz założył pustelnię na kijowskiej Górze Zwierzynieckiej, następnie żył tam z dwoma innymi mnichami. Dzięki darom przekazanym na jego rzecz przez Jekatierinę Wasilczikową, małżonkę generał-gubernatora kijowskiego Iłłariona Wasilczikowa, mógł założyć w tym miejscu nowy monaster Trójcy Świętej. W 1872 Jonasz otrzymał godność ihumena. W 1886 powierzono mu równolegle godność przełożonego Monasteru Międzygórskiego, gdzie miał restytuować męską wspólnotę zakonną. Otrzymał także godność archimandryty. W 1899 metropolita kijowski Joannicjusz zwolnił go z dotychczasowych funkcji z uwagi na podeszły wiek i zły stan zdrowia. Przed śmiercią Jonasz złożył śluby mnisze wielkiej schimy, przyjmując imię Piotr. 
W 1995 został kanonizowany. Należy do Soboru Świętych Kijowskich.